# Detektiva centralpolisen

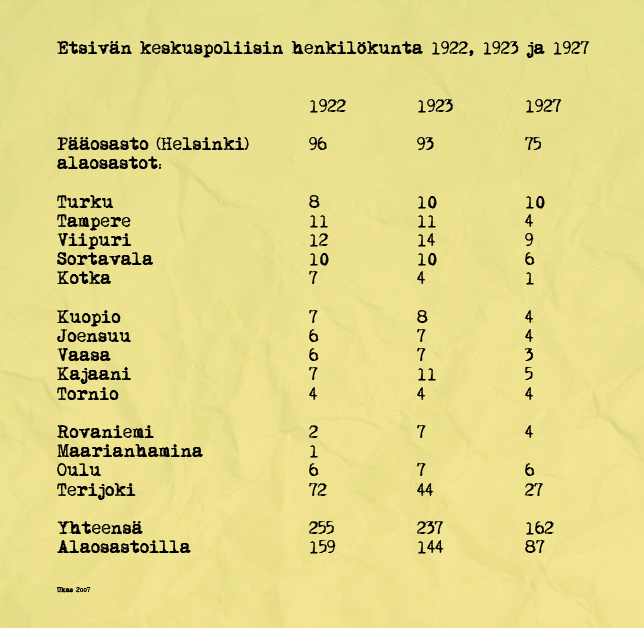
Detektiva centralpolisens personal 1922–27.

Detektiva centralpolisen (finska: Etsivä keskuspoliisi) var en finländsk polisorganisation.
Detektiva centralpolisen grundades under kriget 1918 som en avdelning av den vita arméns huvudkvarter och stabiliserades sedan som en statlig polisorganisation, vars uppgift var samhällsfredens bevarande. Organisationen betraktade det som sin främsta uppgift att bevaka socialistiska subversiva element och medverkade åtskilliga gånger till att vänsterrörelser upplöstes. 
De högerextremistiska kretsarna övervakades också, men ingripandena mot dem var inte lika rigorösa. När ett antal promemorior 1936 kom till offentlighetens kännedom, att en stor del av Finlands kulturpersonligheter stämplats som kommunister, såg sig riksdagen föranledd att påyrka en översyn av polisorganisationen. Samma år ombildades Detektiva polisen till Statspolisen. 